# Templo de Atenea Prónaya
El templo de Atenea Prónaya (o Pronaia, “la que está delante del templo”) era un templo situado en el antiguo emplazamiento de Delfos. Se encontraba en el santuario de Atenea Prónaya, un conjunto de edificios que incluía templos y tesoros, así como el famoso tholos de Delfos. Se construyó tres veces seguidas. Los primeros templos  denominadas A y B, fueron construidos durante el siglo VII y el siglo VI a. C. respectivamente con piedra porosa (toba).

## Descripción
El santuario de Atenea Prónaya (también escrito Pronaia, es decir, «la que está delante del templo»), se encuentra en el lugar llamado «Marmaria» (Mármoles), a unos 1500 m al este del gran Hieron de Apolo. Está situada debajo del camino que conducía a los peregrinos que llegaban a Delfos por tierra para consultar el Oráculo. El santuario recibió el nombre de Pronaia porque es el primer lugar que encuentra el visitante que llega a Delfos a pie desde la vía oriental, de ahí su nombre.
Las excavaciones han demostrado que en este lugar existió un culto anterior, posiblemente dedicado a la diosa Gea (Tierra). La mayoría de las figurillas micénicas expuestas en el Museo Arqueológico de Delfos, incluida la notable figura sentada sobre un trípode, se encontraron aquí. Es posible que fueran exvoto (ofrenda)

### Templo A
El primer templo dedicado a Atenea era de piedra gris porosa (toba). Se construyó en el siglo VII a. C. Probablemente fue el primer templo dórico. Se han conservado doce columnas, así como los cimientos, el crepidoma y el estilóbato. El capitel era corto y las acanaladuras de las columnas eran poco profundas.
Este templo fue destruido en la primera mitad del siglo VI a. C., posiblemente como consecuencia de un terremoto.

### Templo B

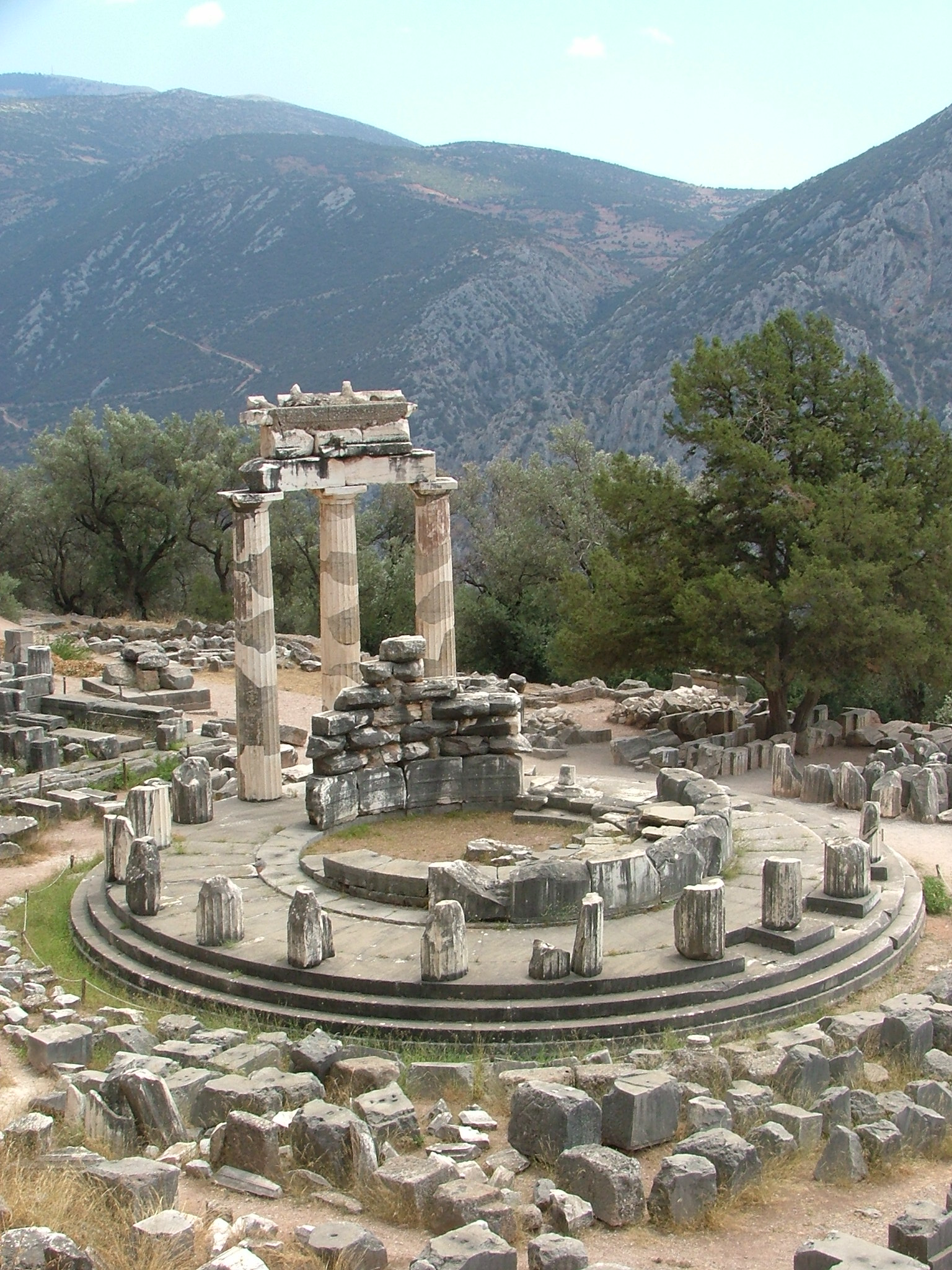
Tholos de Delfos en el santuario de Atenea Prónaya. 370-360 a. C.

Tras la destrucción del Templo A, se erigió otro templo, llamado Templo B, en el mismo lugar. Se habría construido hacia el año 510 a. C., probablemente como parte de un programa de construcción iniciado por los Alcmeónidas (una familia noble de Atenas) para restaurar una serie de monumentos.
Este segundo templo (13,25 x 27,46 m) también fue construido con piedra porosa (toba). Era un templo períptero, formado por 12 columnas en los lados largos y 6 columnas en los lados estrechos. Estaba decorado con figuras de terracota de Atenea y Nike (diosa de la victoria) en las metopas, en los frontones y en las acroteras.
Cuando se excavó el templo, aún se conservaban 15 columnas a cierta altura, pero fueron destruidas por la caída de una piedra en 1905. Según algunos investigadores, este templo siguió existiendo incluso después de la construcción de un tercer templo, ya que se han encontrado restos de restauración.
Se descubrieron los fragmentos de mármol de una cabeza de Atenea, que ahora se exponen en el museo. Se atribuyen a la estatua de culto de Atenea, situada en el naos del templo.

### Templo C

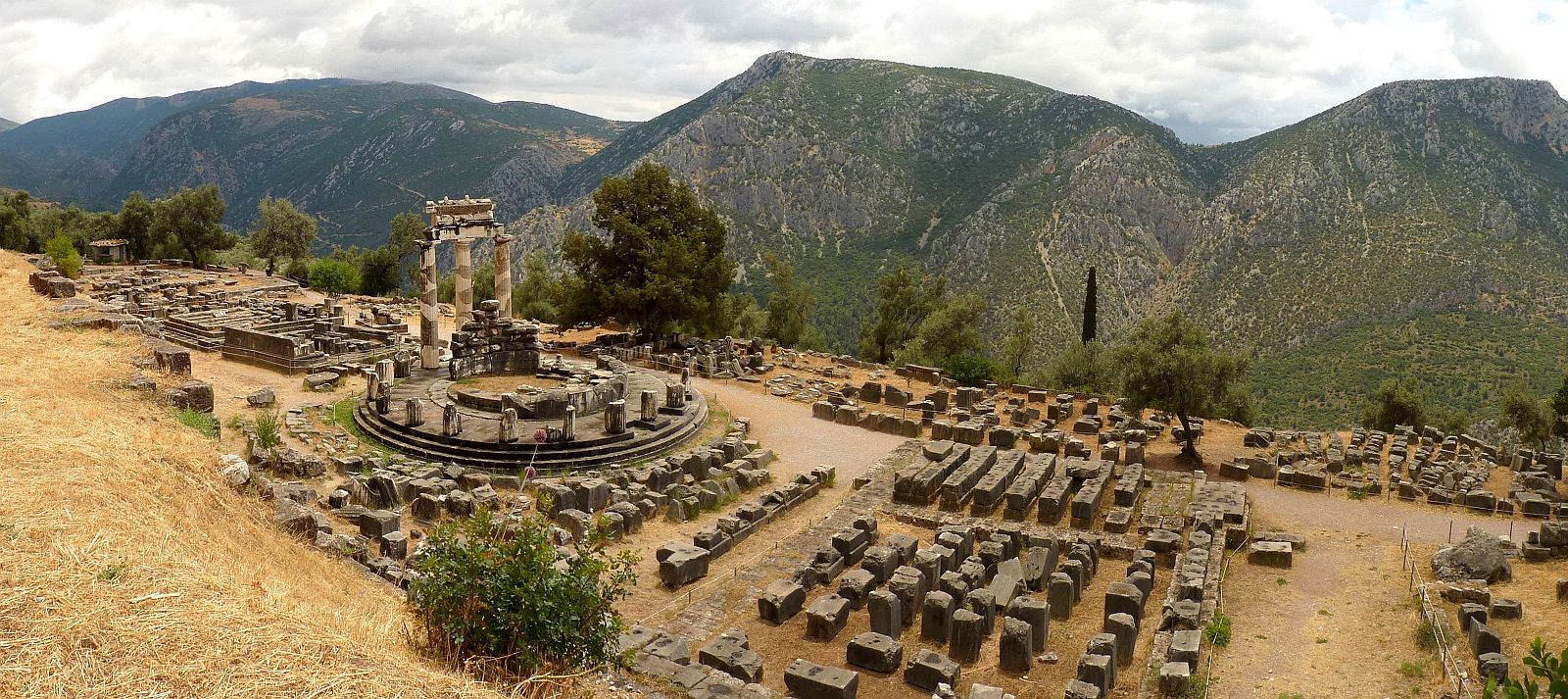
Vista panorámica del sitio en la actualidad.

Un tercer templo, construido en piedra caliza, fue erigido hacia el 360 a. C.
Este templo estaba situado al oeste de la terraza que soportaba todo el complejo de Marmaria. Aunque sólo son visibles los cimientos, su planta ha sido totalmente restaurada. Se basaba en una yesería compuesta por tres niveles. Es un templo próstilo in antis con seis columnas en la fachada. También tenía un naos y un vestíbulo. El naos estaba separada del pronaos por una puerta de orden jónico. A lo largo de la pared posterior había estatuas sobre bases, algunas de las cuales probablemente fueron colocadas allí en una fecha posterior.
Parece que el templo no tenía ninguna decoración esculpida, excepto las acroteras que, lamentablemente, no se han podido conservar. Esta ausencia de decoración puede explicarse tal vez por el hecho de que el templo estaba situado cerca del tholos, construido unas décadas antes, que estaba ricamente decorado. La arquitectura no decorada del templo C creaba así un contraste.
El geógrafo Pausanias describe el templo en el siglo II durante su visita a Delfos: «Entrando en la ciudad, hay uno tras otro varios templos: el primero de ellos estaba en ruinas; el siguiente estaba vacío de imágenes y estatuas; el tercero tenía estatuas-retrato de algunos emperadores romanos, y el cuarto se llama de Atenea Pronoia... En cuanto a un escudo de oro donado por Creso de Lidia a Atenea Pronaia, 
los delfios decían que lo robó Filomelo.». Estos cuatro templos mencionados por Pausanias son: el de toba, un períptero dórico, al este; los dos de los tesoros de mármol, de los cuales el dórico fue construido probablemente por Atenas en el siglo IV a. C. y el segundo por Masalia (en este probablemente estaban las estatuas de emperadores citadas por Pausanias, aunque no hay que excluir que estuvieran en el tholos); y el templo de caliza, que es el de la Prónaya. En el texto de Pausanias, aparece cambiado en Pronoia “Providente”. Respecto al escudo mencionado en la cita de Pausania, se refiere también a él Heródoto.

### Hipótesis de un templo de Artemisa
Sin embargo, es posible que el último templo de piedra caliza no estuviera dedicado a Atenea, sino a la diosa Artemisa. Algunos investigadores han planteado esta hipótesis debido a varias diferencias identificadas entre el testimonio de Pausanias y los edificios revelados por las excavaciones realizadas entre 1900 y 1902.
Es el caso, en particular, del arquitecto y arqueólogo Didier Laroche, para quien sería más bien un templo de Artemisa. De hecho, el historiador griego Diodoro Sículo menciona en sus escritos un templo de Artemisa en Delfos, que aún no se ha encontrado hasta ahora.
Para Laroche, el santuario de Atenea se habría limitado a la terraza que sostiene el templo, así como a los altares situados al este. Como Artemisa y Atenea se asociaban a menudo (se las llamaba “las vírgenes blancas”), es posible que el último templo se construyera al oeste por simetría y que estuviera dedicado a la diosa Artemisa. Sin embargo, la mayoría de los estudiosos lo atribuyen tradicionalmente a Atenea. 

## Derivación en Templo de AteneaPronaia

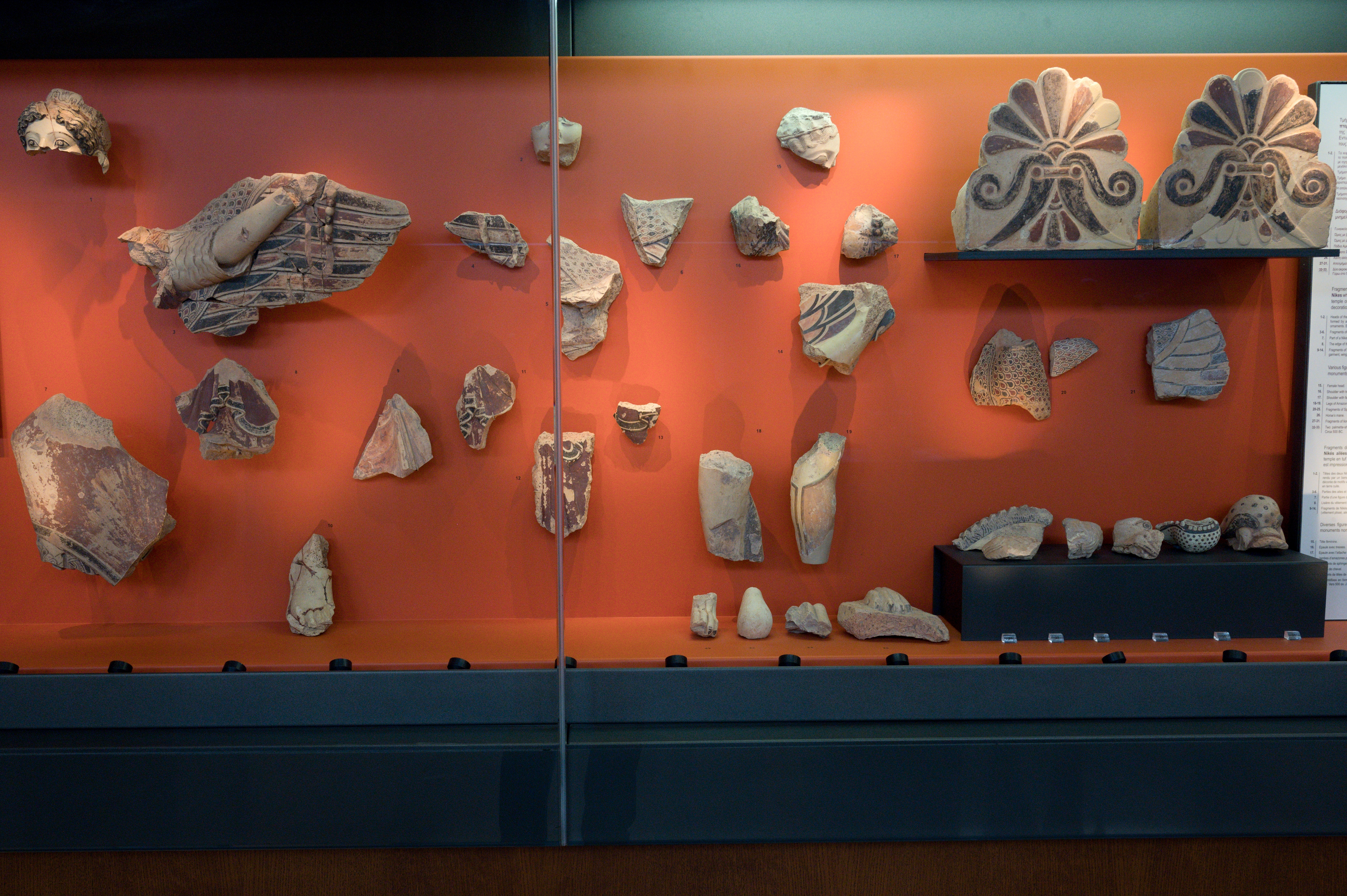
Decoraciones del acroterio de terracota del templo de Atenea Prónaya. Museo Arqueológico de Delfos.

Según Hélène Walter, profesora de arqueología e historia del arte, el templo pasó a llamarse Templo de Atenea Pronaia (“Proveedora o Providencia”) a partir del siglo IV a. C.
El origen de esta nueva denominación es incierto. Una hipótesis muy extendida es que se trata de un juego de palabras que estaba en boga entre los atenienses de la época. En efecto, como explica el profesor de arqueología Charles Picard, en la mitología griega Atenea había velado por el nacimiento de Leto, así como por el de Apolo, lo que explicaría la epíclesis de la "“Providencia”.
En su discurso Sobre el Rey Sol, el emperador romano Juliano el Apóstata afirma que «Los antiguos (griegos) habían asociado a Atenea-Providencia con Apolo».
Los arqueólogos franceses Robert Demangel y Georges Daux señalan, sin embargo, que la cuestión de la epíclesis Pronaia o Pronoia seguía debatiéndose regularmente a principios del siglo XX.